# David Hesser
David A. Hesser (født i januar 1884, død 13. februar 1908) var en amerikansk svømmer og vandpolospiller, som deltog i OL 1904 i St. Louis.

## Idrætskarriere
Hesser stillede op for New York Athletic Club, hvor han svømmede og spillede vandpolo. Han stillede op i både svømning og vandpolo ved OL i St. Louis, men skønt han var meldt til både individuelt og i stafet i svømning, deltog han kun i 4×50 yards fri, hvor han var med på sin klubs andethold, der blev nummer fire. I vandpoloturneringen deltog kun tre hold, alle fra USA; et tysk hold forsøgte også at stille op, men blev afvist, fordi de ikke kom fra samme klub. De tre deltagende hold var New York AC, Missouri AC og Chicago AA. Chicago gik direkte i finalen, mens New York og Missouri spillede en semifinale, hvor førstnævnte vandt 5-0. I finalen den følgende dag vandt New York 6-0 over Chicago og blev dermed olympiske mestre. New York-holdet bestod af David Bratton, Budd Goodwin, Lou Handley, Joe Ruddy, James Steen, George Van Cleaf og David Hesser.